# Karabinek INSAS
INSAS – indyjski karabinek automatyczny skonstruowany w latach 80. XX wieku.
W późnych latach 50. Indie zakupiły licencję na brytyjski karabin samopowtarzalny L1A1 kalibru 7,62 mm NATO. W latach 80. podjęto decyzję o zastąpieniu go nową konstrukcją kalibru 5,56 mm. Broń zaprojektowano w ramach programu Indian National Small Arms System. W skład systemu miał wchodzić karabinek, subkarabinek i ręczny karabin maszynowy.
Konstrukcję oparto na karabinku AKM, jednak wprowadzono wiele zmian. Rękojeść przeładowania przeniesiono z suwadła na tłoczysko (rozwiązanie zbliżone do zastosowanego w karabinie G3), broń wyposażono w regulator gazowy, broń wyposażono w nowy mechanizm spustowy ze skrzydełkiem umieszczonym z boku komory zamkowej.
W 1997 roku rozpoczęto produkcję karabinka i rkm-u wchodzącego w skład systemu INSAS. W 1998 roku zaprezentowano podczas defilady w Dniu Niepodległości pierwsze pododdziały uzbrojone w nową broń. Największą przeszkodą w masowym wprowadzeniu nowej broni okazały się niewystarczające moce produkcyjne indyjskich zakładów produkujących amunicję kalibru 5,56 mm. Wyprodukowano około 300 000 karabinków INSAS. Zostały one użyte bojowo podczas indyjsko-pakistańskich konfliktu granicznego w 1999 roku.